# Olimpia Aldobrandini

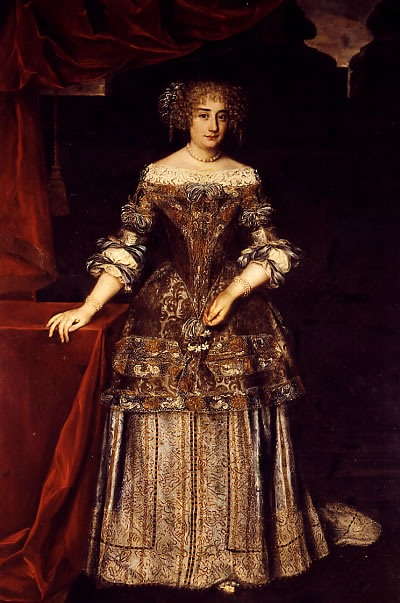
Olimpia Aldobrandini (1623–1681)

Olimpia Aldobrandini (* 20. April 1623; † 18. Dezember 1681) war die letzte Erbin des römischen Zweiges der ursprünglich florentinischen Familie Aldobrandini.

## Leben
Olimpia wurde geboren als Tochter von Giorgio Aldobrandini (Fürst von Meldola, Sarsina und Rossano) und Ippolita Ludovisi (Nichte von Papst Gregor XV., Tochter von Orazio Ludovisi und Schwester von Niccolò Ludovisi).
Im Jahre 1638 heiratete sie Paolo Borghese (1622–1646) aus dem Adelsgeschlecht Borghese, der acht Jahre später starb. Im Folgejahr heiratete sie Camillo Francesco Maria Pamphilij, Sohn von Olimpia Maidalchini und Neffe von Papst Innozenz X. Teil ihrer Mitgift in der zweiten Ehe war eine Sammlung von Gemälden.
Sie hatte insgesamt neun Kinder, fünf aus erster und vier aus zweiter Ehe.
Ihr umfangreiches Erbe, darunter die Villa Aldobrandini auf dem Quirinal in Rom und die Villa Aldobrandini in Frascati, fiel zuerst an die Fürsten Pamphilj, nach deren Erlöschen an die Fürsten Borghese, deren einer jüngerer Zweig bis heute als Fürsten Aldobrandini weiterlebt.